# Sisenna Statilius Taurus
Sisenna Statilius Taurus (zijn volledige naam was mogelijk Titus Statilius Sisenna Taurus) was een Romeinse politicus en senator. Sisenna's grootvader was Titus Statilius Taurus, die tweemaal, in 37 en 26 v.Chr., consul was geweest. Zijn cursus honorum is ons niet bekend, maar hij was in 16 n.Chr. consul ordinarius.
Sisenna bezat grote landgoederen in Dalmatië en Noord-Italië en een huis op de Palatijn in Rome, dat vroeger aan Marcus Livius Drusus minor en Marcus Tullius Cicero had toebehoord. Hij had een gelijknamige zoon, die een van de Salii Palatini zou worden, en een dochter genaamd Statilia Cornelia.